# انتقاء نسيلي

نظرية الانتقاء النسيلي للخلايا الليمفاوية:
1) تخضع الخلية الجذعية المكونة للدم للتمايز وإعادة الترتيب الجيني لإنتاج
2) الخلايا الليمفاوية غير الناضجة مع العديد من مستقبلات المستضد المختلفة. تلك التي ترتبط ب
3) يتم تدمير المستضدات من أنسجة الجسم نفسه ، بينما ينضج الباقي إلى
4) الخلايا الليمفاوية غير النشطة. معظم هؤلاء لا يواجهون أبدا مطابقة
5) مستضد أجنبي، ولكن تلك التي تفعل يتم تنشيطها وتنتج
6) العديد من الحيوانات المستنسخة من أنفسهم.

في علم المناعة، تشرح نظرية الانتقاء النسيلي (بالإنجليزية: Clonal selection)‏ وظائف خلايا الجهاز المناعي (الخلايا الليمفاوية) استجابةً لمستضدات معينة تغزو الجسم. قدم هذا المفهوم الطبيب الأسترالي فرانك ماكفارلين بيرنت في عام 1957، في محاولة لشرح التنوع الكبير للأجسام المضادة التي تشكلت خلال بدء الاستجابة المناعية. أصبحت النظرية النموذج المقبولة على نطاق واسع لمعرفة كيفية استجابة جهاز المناعة البشري للعدوى وكيفية اختيار انواع معينة من الخلايا الليمفاوية البائية والتائية لتدمير مولِّدات مضادات معينة.